# Enix (Spagna)
Enix è un comune spagnolo  situato nella comunità autonoma dell'Andalusia.